# Rugby (Warwickshire)
Rugby ist eine Stadt mit ca. 75.000 Einwohnern am Fluss Avon in der mittelenglischen Grafschaft (county) Warwickshire. Die Stadt ist Verwaltungssitz des Borough of Rugby und bekannt durch die Rugby School, an der der danach benannte Sport Rugby erfunden worden sein soll.

## Lage und Klima
Die Stadt Rugby liegt ungefähr 15 km östlich von Coventry, nahe der Grenze zu Northamptonshire und Leicestershire. Die britische Hauptstadt London ist ca. 130 km in südöstlicher Richtung entfernt. Das Klima ist gemäßigt; Regen (ca. 800 mm/Jahr) fällt übers Jahr verteilt.

## Bevölkerung
| Jahr      | 2001   | 2011   | 2021   |
| Einwohner | 61.489 | 68.593 | 74.279 |

Das nur leichte Bevölkerungswachstum beruht im Wesentlichen auf dem Zuzug von Familien aus dem Umland sowie aus anderen Teilen des Commonwealth.

## Geschichte
Erste Siedlungsspuren findet man aus der Eisenzeit. Wenige Kilometer südlich des heutigen Rugby gab es später die römische Siedlung Tripontium. Das ursprüngliche Rugby war eine angelsächsische Siedlung und wird im Doomesday Book als Rocheberie erwähnt. Das Marktrecht erhielt Rugby 1255 und entwickelte sich bald danach zu einem regionalen Handelszentrum.

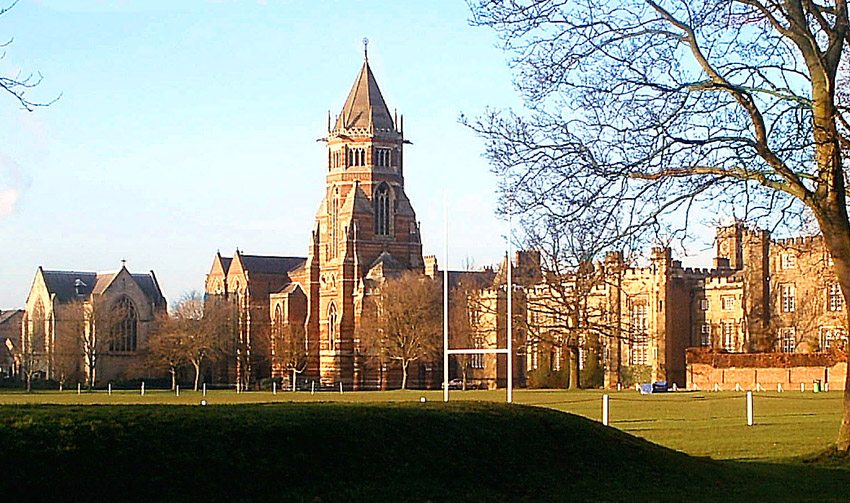
Schulgebäude der Public School in Rugby

Die Rugby School wurde 1567 mit dem Vermögen von Lawrence Sheriff gegründet, einem in Rugby geborenen Londoner Kaufmann, der in seinem Testament den Bau einer Schule für Jungen aus Rugby verfügte. Im Laufe der Jahre wurde aus der Schule eine private Institution, so dass 1878 die Lawrence Sheriff School gegründet wurde, um den ursprünglichen Auftrag zu erfüllen.
Bis ins 19. Jahrhundert blieb Rugby eine kleine Provinzstadt, bis 1838 die London and Birmingham Railway gebaut wurde und 1840 mit der Midland Counties Railway in Rugby eine Verbindung bildete. Dadurch wurde die Stadt ein wichtiger Eisenbahnknotenpunkt, den Charles Dickens als Hintergrund für seine 1866 geschriebene Kurzgeschichte Mugby Junction wählte. Die wachsende Zahl von Eisenbahnwerkstätten und Fabriken zog eine große Zahl von Arbeitern in die Stadt und innerhalb von fünfzig Jahren wuchs die Bevölkerung von 2.500 im Jahre 1835 bis auf über 10.000 in den 1880er Jahren an.
In den 1890er und 1900er Jahren siedelten sich immer mehr Betriebe an und Rugby wurde eines der Industriezentren in den Midlands. Bis 1940 wuchs die Stadt auf über 40.000 Einwohner.

## Gegenwart
Das heutige Rugby ist ein Zusammenschluss aus dem ursprünglichen Rugby und den Orten Bilton, Hillmorton, Brownsover und Newbold-on-Avon, die 1932 integriert wurden, als Rugby den Status eines Municipal Boroughs erhielt. Diese Form der Verwaltungseinheit wurde 1972 durch den Local Government Act aufgehoben.
Die Gebäude im Zentrum der Stadt stammen zum größten Teil aus der viktorianischen Zeit und aus dem frühen 20. Jahrhundert, obwohl auch noch ältere Bausubstanz zu finden ist. Viele Gebäude, unter ihnen die Rugby School und die St. Andrew Church, wurden vom Architekten William Butterfield entworfen.
Im Stadtzentrum gibt es zahlreiche Restaurants und Pubs sowie zwei Nachtclubs. Die Brownsover Fish Bar wurde zum besten Fish and Chip Shop Englands des Jahres 2002 gewählt. Gemäß dem Guinness-Buch der Rekorde soll die Innenstadt von Rugby in England über die größte Pubdichte pro Quadratmeile verfügen.

## Verkehr
Rugby liegt nahe bei den Autobahnen (engl. = Motorway) M1, M6 und M45, sowie an den Landstraßen A45, A428 und A426.
Die Stadt ist Eisenbahnknoten an der West-Coast-Main-Line-Eisenbahnlinie und hat damit direkte Verbindungen nach London, Birmingham und in den Nordwesten Englands.
Der Oxford Canal, der seit 1790 Oxford mit Coventry und den Midlands verbindet, verläuft am nördlichen Stadtrand von Rugby entlang. Er war während der industriellen Revolution einer der ersten leistungsfähigen Verkehrswege für den Transport von Gütern und Personen. Heute dient der seither nicht modernisierte Kanal nur noch der Freizeitschifffahrt mit Narrowboats.

## Wirtschaft
Rugbys Wirtschaft besteht hauptsächlich aus industriellen Fertigungs- und Entwicklungsbetrieben. Es gibt eine lange Tradition in der Herstellung von Gas- und Dampfturbinen bei der General Electric Company (GEC) und den Associated Electrical Industries (AEI), die aus der British Thomson-Houston hervorging und lange Jahre die Hauptarbeitgeber waren. Beide Gesellschaften sind jetzt zur Firma Alstom fusioniert, deren von GE Energy aufgekaufter Ableger Converteam an zwei Standorten in Rugby ca. 700 Mitarbeiter beschäftigt.
Ein weiterer bedeutender Industriezweig ist die Herstellung von Zement in einer großen Fabrik am westlichen Stadtrand, der aus dem während des Lias entstandenen Jura-Kalk der näheren Umgebung gewonnen wird. Die Zementherstellung begann in den 1860er Jahren. Nachdem eine große Fabrik im nahen Southam geschlossen worden war, baute man die Fabrik in Rugby erheblich aus und sie zählt heute zu den größten in Europa.
Obwohl etwas weiter entfernt, gehört auch Rolls-Royce im Ort Ansty zu den wichtigen Arbeitgebern, deren Wirtschaftsfaktor auch in Rugby eine Rolle spielt.
Ein weiterer wichtiger Wirtschaftszweig ist der Tourismus, besonders auch im Zusammenhang mit dem Rugbysport.

## Politik
Rugby liegt im Bereich zweier unterschiedlicher Verwaltungen: Rugby Borough Council, die das Stadtgebiet und die nähere Umgebung umfasst und Warwickshire County Council, der Verwaltung für die gesamte Grafschaft Warwickshire, in der Rugby liegt. Die Stadt selbst hat nicht den Status einer eigenen Gemeinde (unparished) und besitzt deshalb keine politisch eigenständige Verwaltung.
Seit 1983 gehört Rugby zum Wahlbezirk Rugby and Kenilworth, der in der Region der Midlands zu den Bezirken mit den knappsten Mehrheiten bei den Parlamentswahlen zählt. Zwischen 1983 und 1997 wurde der konservative Politiker Jim Pawsey in das britische Unterhaus gewählt und danach von Andy King von der Labour Party abgelöst.
Bei der Wahl 2005 wurde der Parlamentssitz von Jeremy Wright wieder für die Konservativen zurückgewonnen.

### Städtepartnerschaften
- Évreux, Frankreich
- Rüsselsheim am Main, Deutschland

## Sport
In Rugby gibt es ein Fußballteam, den Rugby Town F.C. (ehemals VS Rugby), der in der Southern League spielt. Weiterhin verfügt Rugby über eine große Anzahl an Rugbyclubs, von denen die Newbold Rugby Lions und der Old Laurentian RFC zu den bekanntesten zählen.

## Sehenswürdigkeiten

### Historisches
- Die St. Andrew’s Church ist eine im 13. Jahrhundert errichtete Pfarrkirche; sie wurde jedoch im 19. Jahrhundert nach umfangreichen Plänen des Architekten William Butterfield um- und ausgebaut. Dabei erhielt sie auf der Ostseite einen zweiten 55 Meter hohen Kirchturm. Trotz der umfangreichen Erneuerung wurden viele Teile des mittelalterlichen Baus erhalten, so der 22 Meter hohe Westturm, der in seinem Stil an den Wehrturm einer Burg erinnert. Dieser Westturm wurde vermutlich zur Zeit Heinrichs III. (reg. 1216–1272) erbaut um sowohl sakrale als auch militärische Funktionen zu erfüllen und ist Rugbys ältestes erhaltenes Bauwerk. In der Kirche sind noch andere historische Gegenstände erhalten, unter ihnen eine Truhe aus dem 13. Jahrhundert und ein mittelalterlicher Taufstein.
- Die katholische Kirche St. Mary in der Dunchurch Road ist mit ihrem hohen schlanken Turm eines der dominierenden Bauwerke der Stadt. Sie wurde 1872 im Early-English-Stil erbaut.
- Im Stadtzentrum steht die Statue des Dichters Rupert Brooke, der in Rugby geboren wurde und besonders durch seine beiden „Kriegssonette“ Peace und The Soldier bekannt wurde.
- Rugby School ist der Handlungsort des 1857 veröffentlichten und mehrfach (zuletzt 2004 mit Stephen Fry) verfilmten Romans Tom Brown’s Schooldays und der als führendes Beispiel für das Genre der englischen Schoolstory gilt. Eine Statue vor der Rugby School zeigt den Autor dieses Buches, Thomas Hughes, der die Schule von 1834 bis 1842 besuchte. Weitere bekannte Schüler der Rugby School waren der Dichter Rupert Brooke, Lewis Carroll, Autor von Alice im Wunderland, der Dichter und Kulturkritiker Matthew Arnold, der ehemalige Premierminister Arthur Neville Chamberlain und der Schriftsteller Salman Rushdie

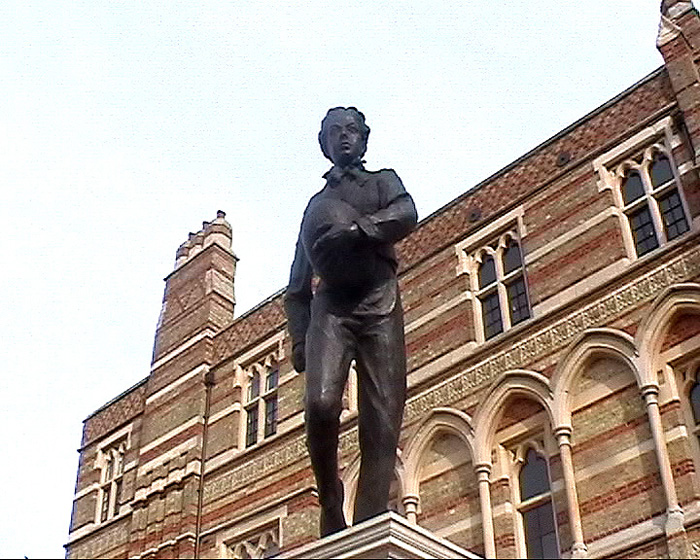
William Webb Ellis Statue

- Eine weitere Statue an der Rugby School erinnert an William Webb Ellis, den angeblichen Erfinder des Rugbysports, und ist einer der meistbesuchten Orte der Stadt.
- Rugby School Museum mit einer Ausstellung über die Geschichte der Stadt und der Rugby School.
- Rugby Art Gallery and Museum mit zeitgenössischer Kunst und einer Ausstellung von Gegenständen, die bei Ausgrabungen der nahen römischen Siedlung Tripontium gefunden wurden.
- The James Gilbert Rugby Football Museum mit einer großen Anzahl von historischen Rugby-Utensilien

### Landschaftliches
- Brandon Marsh – Naturschutzgebiet
- Coombe Abbey – Country House und Park
- Draycote Water – Stausee und Naturschutzgebiet
- Dunchurch – Historisches Dorf
- Oxford Canal

### Besonderheiten
Neben historischen Gebäuden, Museen und landschaftlichen Sehenswürdigkeiten ist Rugby auch bekannt für zwei weitere auffällige Bauwerke, die eine gewisse Berühmtheit erreicht haben.

#### Längstwellensendeanlage
In der Nähe von Rugby existierte von 1950 bis 2007 mit dem Sender Rugby eine große, von der British Telekom betriebene Lang- und Längstwellensendeanlage. Sie diente der Verbreitung des Zeitzeichens MSF.
Bis zum 1. April 2003 arbeitete dort auch der Sender mit dem Rufzeichen GBR. Der Sender GBR ging am 1. Januar 1926 in Betrieb und diente ursprünglich dem telegrafischen Nachrichtenverkehr mit den britischen Kolonien. Ab den 1950er-Jahren wurde dieser auf der Frequenz 16 kHz betriebene Sender für die Nachrichtenübermittlung an getauchte U-Boote eingesetzt. Als Kuriosum ist noch zu erwähnen, dass das Rufzeichen von GBR Rugby auch auf einigen Schallplatten, die in Mittelengland aufgenommen worden sind, verewigt wurde. So kann auf den Langspielplatten von Tubular Bells von Mike Oldfield mit Hilfe eines Spektralanalyseprogramms das Rufzeichen von GBR im Morsecode identifiziert werden.
Am 1. April 2003 wurde der Sender GBR stillgelegt, nachdem die britische Marine ihren Vertrag für den Betrieb der Längstwellensender bei BT gekündigt und bei Merlin Broadcasting einen neuen Vertrag abgeschlossen hatte.
Von 1926 bis 2004 bestand die Antennenanlage aus einer Drahtantenne, die an zwölf gegen Erde isolierten 250 Meter hohen, abgespannten Stahlfachwerkmasten aufgehängt war. Durch die Einstellung des Betriebs von GBR wurden acht dieser Masten entbehrlich und in der Nacht vom 19. zum 20. Juni 2004 abgerissen, nachdem die Sprengung durch Kaninchen verzögert wurde, die die Zündkabel angenagt hatten.

#### Zementwerk
Ein weiterer markanter Punkt ist die Zementfabrik im Westen der Stadt, die bereits aus größerer Entfernung sichtbar ist und somit bei vielen Reisenden als Orientierungspunkt in der Landschaft um Rugby herum gilt. Diese „Sehenswürdigkeit“ ist nicht unumstritten und wurde bei einer Umfrage des Fernsehsenders Channel 4 unter die Top 10 der unbeliebtesten Bauwerke Englands gewählt. Die Emissionen der Fabrik werden für gesundheitliche Probleme der Bevölkerung verantwortlich gemacht und der Betreiber Cemex wurde im Oktober 2006 auf Betreiben der Environment Agency zu einer Strafe von £ 400.000 wegen Umweltverschmutzung verurteilt.

## Sonstiges

### Strahltriebwerk
Im April 1937 baute Frank Whittle bei British Thomson-Houston in Rugby den ersten Prototyp eines Strahltriebwerks und setzte die Arbeit daran im nahe gelegenen Lutterworth erfolgreich fort.

### Holografie
Ebenfalls für Thomson-Houston in Rugby arbeitete der ungarische Ingenieur Dennis Gábor, der 1947 die Holografie entwickelte und dafür 1971 den Nobelpreis für Physik erhielt.

### Rugby
Am bekanntesten ist Rugby für die „Erfindung“ des gleichnamigen Sports. Der Legende nach soll Rugby 1823 bei einem Fußballspiel entstanden sein, als sich der Spieler William Webb Ellis unter Missachtung der geltenden Regeln den Ball unter den Arm klemmte und ins gegnerische Tor trug.

## Persönlichkeiten

### Söhne und Töchter der Stadt
- Richard Lindon (1816–1887), Entwickler des ovalen Rugbyballs
- Joseph Norman Lockyer (1836–1920), Wissenschaftler
- Margaret Louisa Woods (1855–1945), Autorin
- Katharine Jex-Blake (1860–1951), Altphilologin und Pädagogin
- Herbert Haddock (1861–1946), Kapitän und Lieutenant der Royal Navy
- Frances Ivens (1870–1944), Geburtshelferin und Gynäkologin
- John Maffey, 1. Baron Rugby (1877–1969), Kolonialbeamter
- Rose Macaulay (1881–1958), Autorin
- Rupert Brooke (1887–1915), Dichter
- David Talbot Rice (1903–1972), Kunsthistoriker und Byzantinist
- Jack Browne, Baron Craigton (1904–1993), Politiker
- Euan Lloyd (1923–2016), Regisseur
- Sir Arnold Wolfendale (1927–2020), Physiker und Astronom
- Donald Cameron Watt (1928–2014), Historiker
- Jeremy R. Knowles (1935–2008), Chemiker
- Carole Quinton (* 1936), Leichtathletin
- Lou Gare (1939–2017), Free-Jazz-Tenorsaxophonist und Violinenbauer
- M. John Harrison (* 1945), Science-Fiction-Schriftsteller
- Tim Pigott-Smith (1946–2017), Schauspieler
- Chris Adams (1955–2001), Wrestler und Judoka
- Neil Adrian Adams (* 1958), Judoka
- Steven Hallard (* 1965), Bogenschütze
- Jason Pierce (* 1965), Musiker von den Bands Spacemen 3 und Spiritualized
- Tim Butcher (* 1967), Journalist und Buchautor
- Prakash Jiwa (* 1970), indischer Dartspieler
- Katharine Merry (* 1974), Leichtathletin
- James Morrison (* 1984), Sänger
- Chris Wakelin (* 1992), Snookerspieler
- Kimberley Woods (* 1995), Kanutin

### Mit der Stadt verbundene Persönlichkeiten
- Thomas Arnold (1795–1842), Theologe und Pädagoge
- Kevin Painter (* 1967), Dartspieler